# Венгельце
Венгельце (пол. Węgielce) — село в Польщі, у гміні Міхів Любартівського повіту Люблінського воєводства.
Населення — 131 особа (2011).

## Демографія
Демографічна структура станом на 31 березня 2011 року:
|          | Загалом | Допрацездатний вік | Працездатний вік | Постпрацездатний вік |
| -------- | ------- | ------------------ | ---------------- | -------------------- |
| Чоловіки | 66      | 13                 | 40               | 13                   |
| Жінки    | 65      | 7                  | 35               | 23                   |
| Разом    | 131     | 20                 | 75               | 36                   |